# Třicetimetrový dalekohled
Třicetimetrový dalekohled (anglicky Thirty Meter Telescope – TMT) je připravovaný velký pozemní dalekohled. Měl by být umístěn na Havaji na observatoři Mauna Kea, v místě, kde už nyní pracují dva Keckovy dalekohledy o průměru 10 m. Podle předpokladů z roku 2013 měl být dokončen v roce 2023, odhady z roku 2018 mluví o prvním světle (získání prvních astronomických záběrů) v roce 2028.
Stavbu financuje především Gordon and Betty Moore Foundation (nadace amerického filantropa Gordona Moorea), dále Kalifornská univerzita a další instituce z Číny, Japonska, Indie a Kanady. Jeho cena by měla dosahovat 1,4 miliardy dolarů.

## Historie
Stavba dalekohledu byla v roce 2015 zablokována, protože Havajský nejvyšší soud uznal námitky domorodých obyvatel, pro které je místo stavby posvátné. Vedení nadace proto uvažovalo i o jeho přesunu na Kanárské ostrovy. Konstrukční práce na kupoli a podpůrné konstrukci dalekohledu byly zastaveny, ale vývoj přístrojů a další techniky pokračoval. V Japonsku je také vyrobeno 213 z 574 segmentů hlavního zrcadla.
V září 2017 místní výbor pro krajinu a přírodní zdroje (Hawai‘i Board of Land and Natural Resources) provedl revizi svého původního rozhodnutí a přijal doporučení povolit výstavbu dalekohledu. O místě výstavby však stále nebylo rozhodnuto.
Konsorcium prohlašovalo, že prioritní je pro ně stále stavba na Havajských ostrovech, ale s observatoří na Kanárských ostrovech uzavřelo předběžnou dohodu o umístění dalekohledu.
Havajský nejvyšší soud v říjnu 2018 schválil obnovení stavby, když potvrdil, že rozhodnutí výboru pro krajinu a přírodní zdroje z roku 2017 bylo procesně správné.

## Parametry
Dalekohled je určen pro sledování vesmíru v oblasti infračerveného záření středních vlnových délek. Hlavním snímacím zařízením dalekohledu by měl být spektrograf IRIS, který by podle jeho autorů měl produkovat snímky třikrát ostřejší než Keckovy dalekohledy.

### Zrcadla

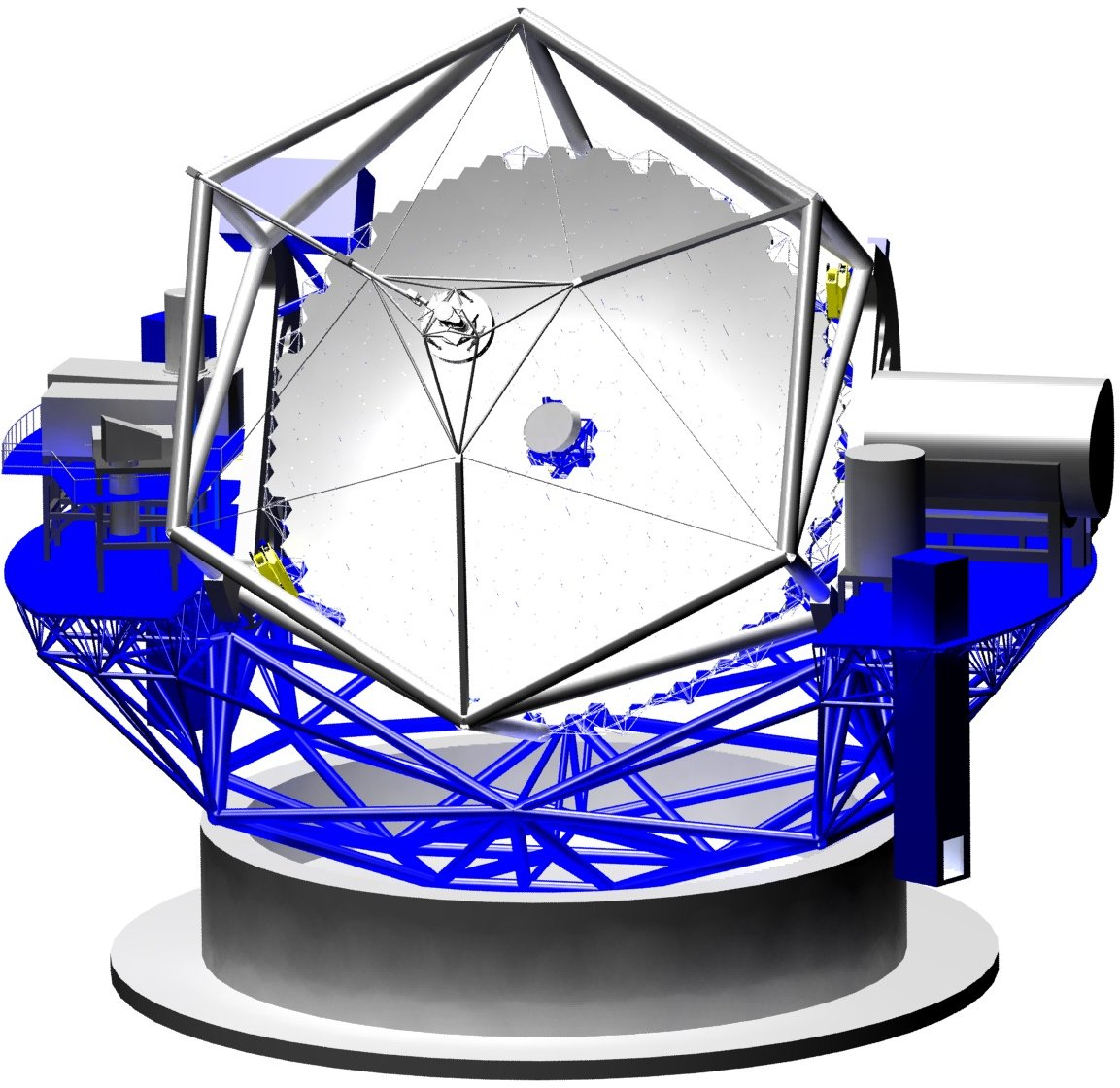
Konstrukce dalekohledu

Tento teleskop s pokročilou adaptivní optikou by měl mít primární zrcadlo o průměru 30 metrů. Bude se skládat z 492 segmentů silných 45 mm o celkové hmotnosti 121 tun. Sekundární zrcadlo o průměru 3,1 m bude umístěno v primárním ohnisku dalekohledu. K eliminování především náklonu a teploty bude vybaveno aktivní optikou. Eliptické terciární zrcadlo o rozměrech 3,5×2,5 m se bude nacházet uprostřed primárního zrcadla. Díky své otočné konstrukci bude moci směrovat světlo do více různých měřicích a zobrazovacích přístrojů umístěných okolo primárního zrcadla.